# Ruaux
Ruaux ([ʁyo], en vosgien de la montagne [rjoː]) est une ancienne commune française du département des Vosges, rattachée à Plombières-les-Bains depuis 1973. Elle eut le statut de commune associée jusqu'en 1991. 

## Toponymie
Anciennes mentions :  Rual (1417) ; Ruaulx (1590) ; Ruault (1593) ; Ruyal, Ruyat, Ruya (XVIe siècle) ; Ruaux (1656) ; Ruault (1663) ; Ruoz (1678) ; Ruaux ou Ruhaut (1704) ; Rouaux (1711).
Il y eut également l'appellation de Ruaux-les-Plombières.

## Histoire
Ruaux est un village des anciens duché de Lorraine et comté de Bourgogne. D'après la tradition du pays, dit M. le docteur Jacquot, Ruaux était autrefois une ville : plusieurs anciens titres lui donnent cette qualification.
Ancienne terre de surséance, Ruaux fut attribué au duc de Lorraine par le traité du 25 août 1704. Plus tard, le village fut placé par l'édit de 1751 dans le bailliage de Remiremont. Son église, dédiée à saint Jean-Baptiste, était annexe d'Aillevillers, elle appartenait par conséquent au diocèse de Besançon, dans le doyenné de Faverney.
Le 1er janvier 1973, la commune de Ruaux est rattachée à celle de Plombières-les-Bains sous le régime de la fusion association. Plus tard, le 1er juin 1991, le rattachement de Ruaux à Plombières-les-Bains est finalement transformé en fusion simple.

## Démographie
| 1866  | 1886  | 1936 | 1946 | 1954 | 1962 | 1968 |
| ----- | ----- | ---- | ---- | ---- | ---- | ---- |
| 1 270 | 1 063 | 763  | 688  | 722  | 702  | 698  |

## Culture locale et patrimoine

### Sobriquet
On avait donné le sobriquet de « fous » aux habitants, à cause de plusieurs actes d'incroyable naïveté qu'on leur attribuait. On raconte, entre autres, l'anecdote suivante : de l'herbe avait poussé sur le clocher de l'église et aucun habitant n'osait commettre le sacrilège de monter l'arracher. On décida alors de hisser une vache avec une solide corde pour qu'elle se charge elle-même de cette divine besogne de désherbage.

### Lieux et monuments

#### Château des Fées

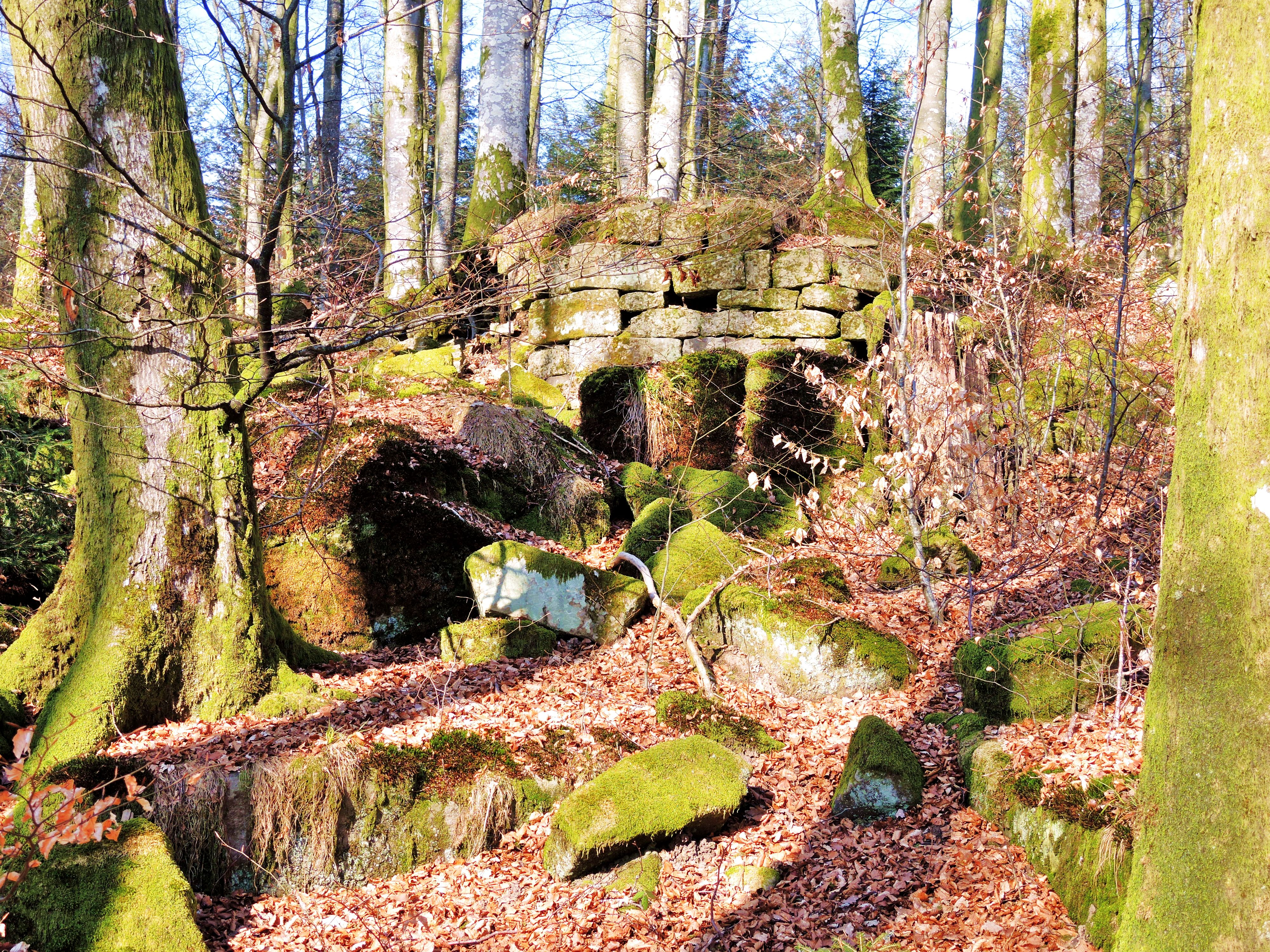
Vestiges de la muraille sud-ouest du château des Fées.

Le château fort de Ruaux conserve des vestiges du XIe siècle et XIIe siècle au lieu-dit le Fays-Bois, ainsi que des restes d'enceinte polygonale du XVe siècle.

#### Église Saint-Jean-Baptiste
L'église Saint-Jean-Baptiste, est l'église paroissiale de l'ancienne commune de Ruaux, rattachée à Plombières en 1991. L'église est une reconstruction de 1781/1782 par les entrepreneurs Simon Leau et Nicolas Nurdin de Plombières. Elle est de type églises-granges avec des pierres de taille soigneusement appareillées. Elle fait l'objet de plusieurs campagnes de restauration (toiture en 1821, décors peints en 1822/1823, flèche en 1871/1872, décor de stuc de la nef en 1879/1880, nouvelle sacristie en 1889/1891, toiture et maçonnerie en 1896/1898).

#### Chapelle Notre-Dame de la Consolation
Lors du déplacement du cimetière de Ruaux en 1890, on décide de transférer les ossements non identifiés à l'extérieur du village avec la croix de l'ancien cimetière. La chapelle Notre-Dame de la Consolation est érigé en 1899 à proximité de ces ossements.

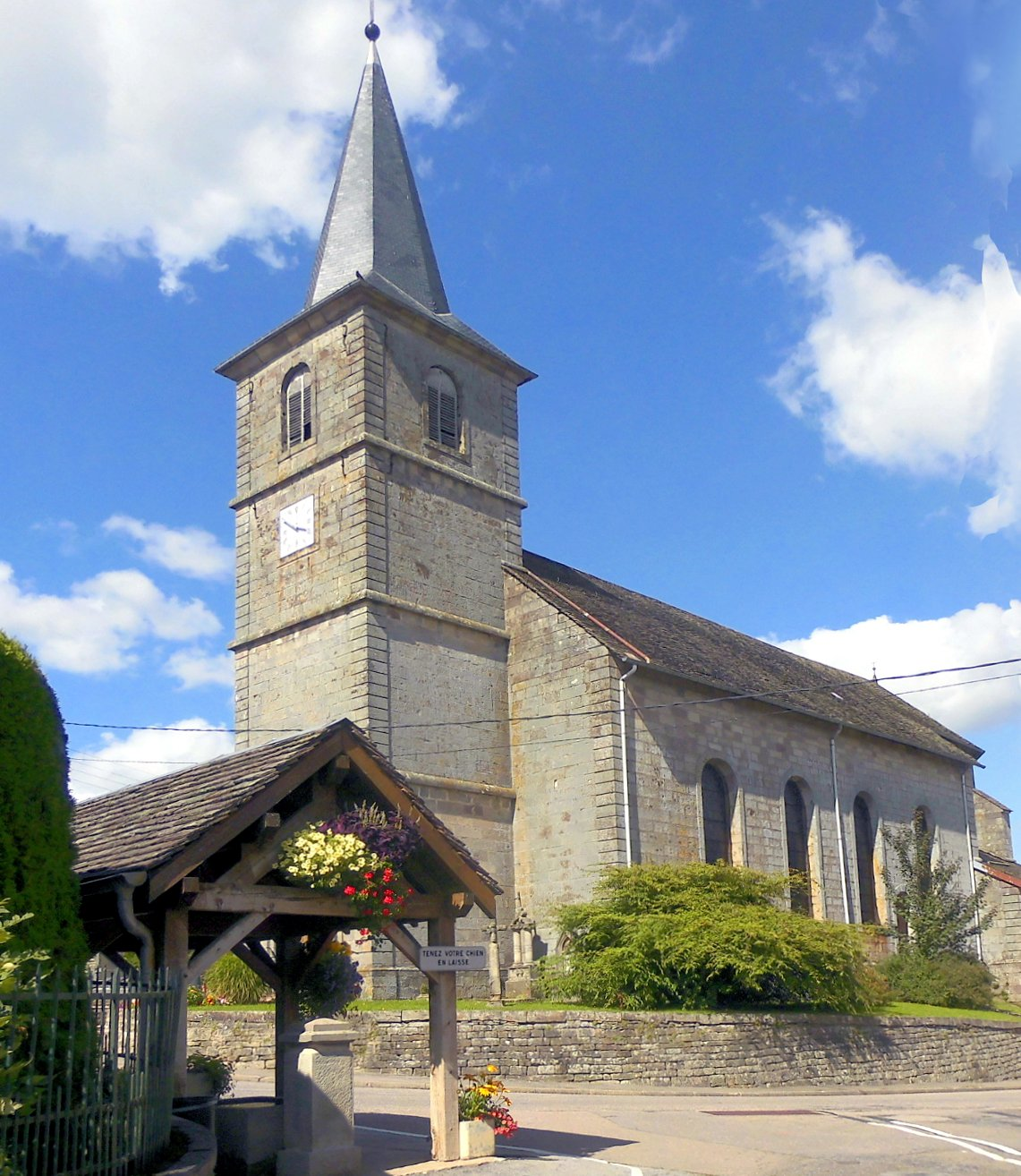
L'église Saint-Jean-Baptiste.
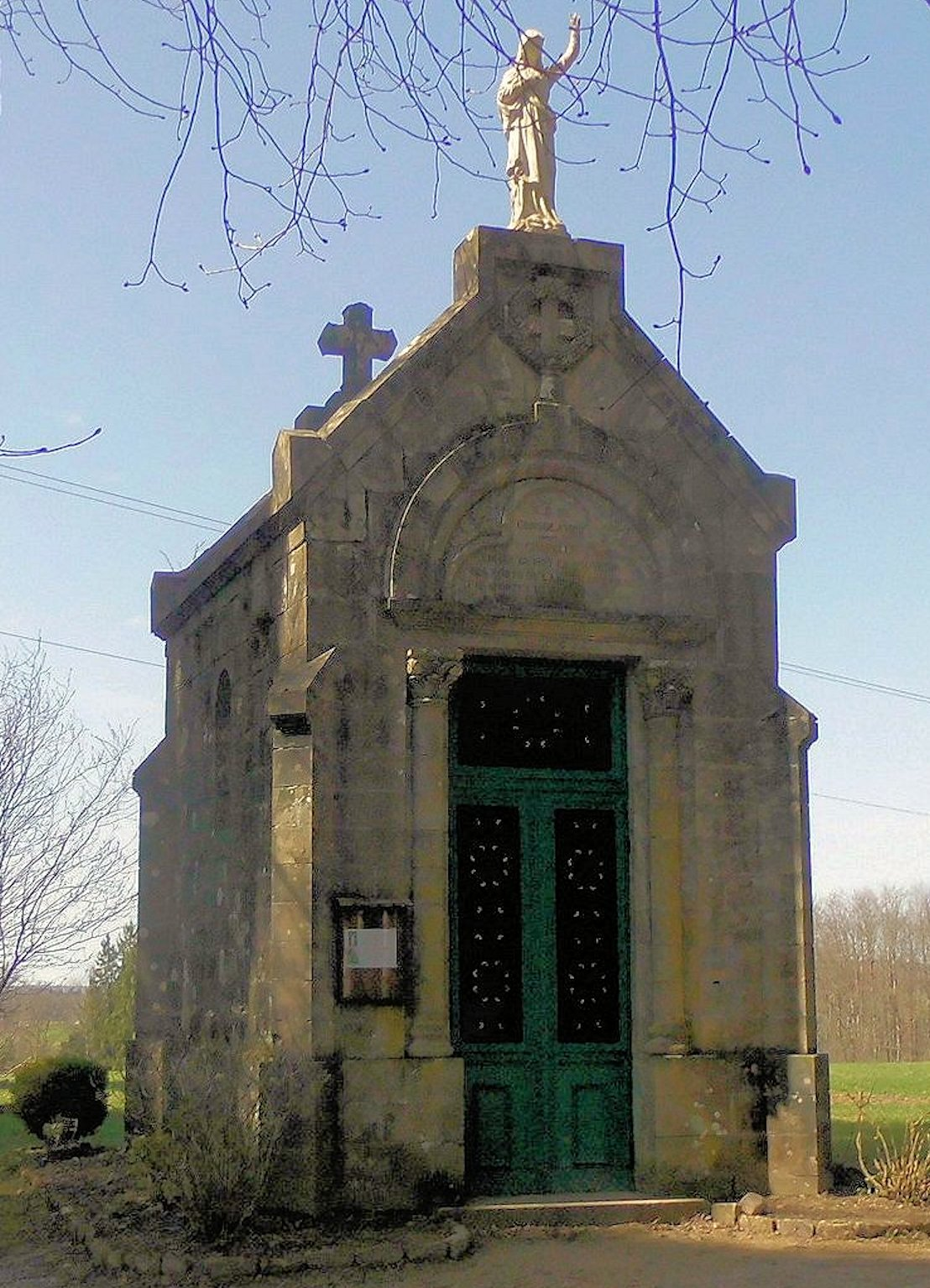
La chapelle Notre-Dame-de-Consolation.
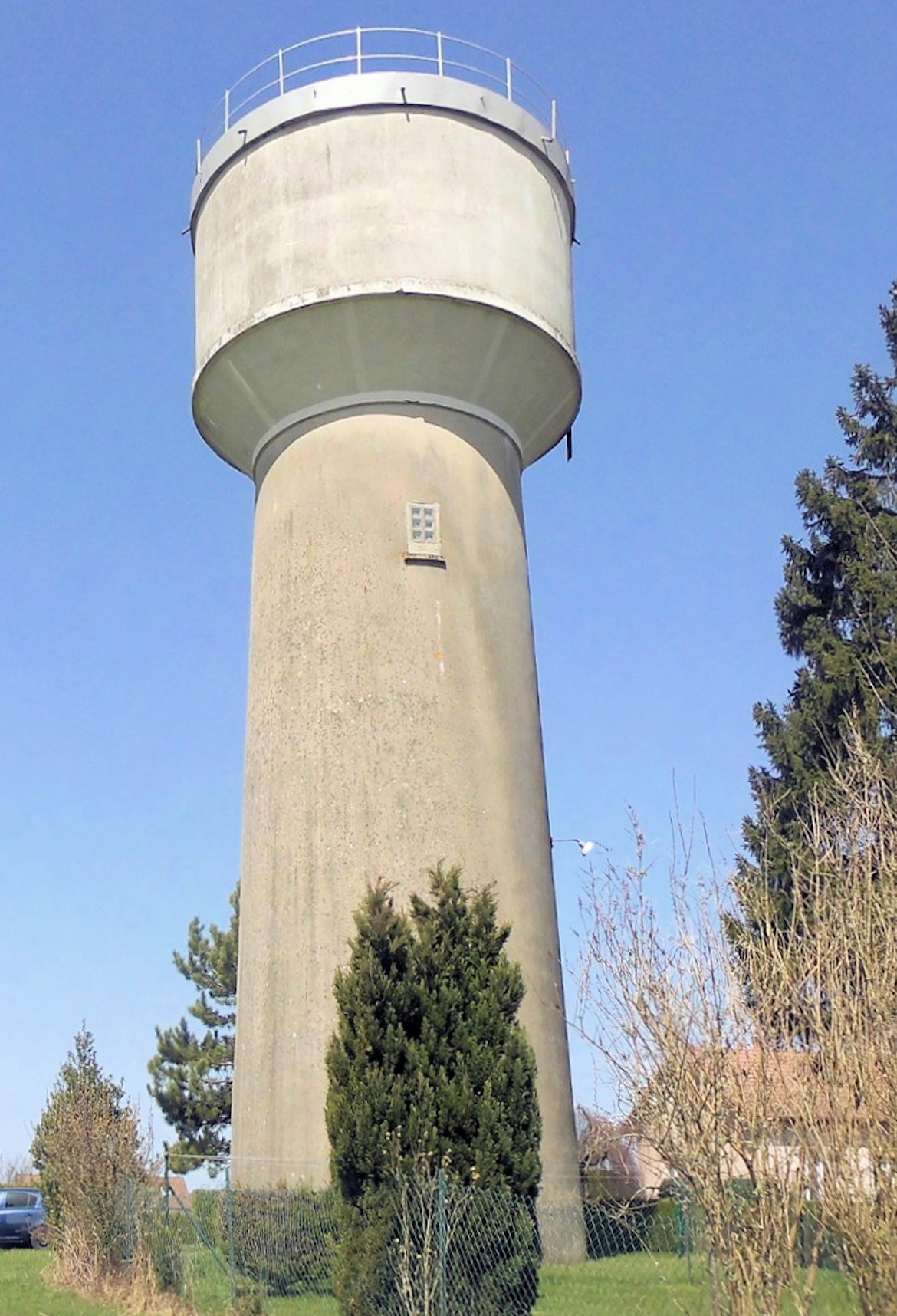
Le château d'eau.
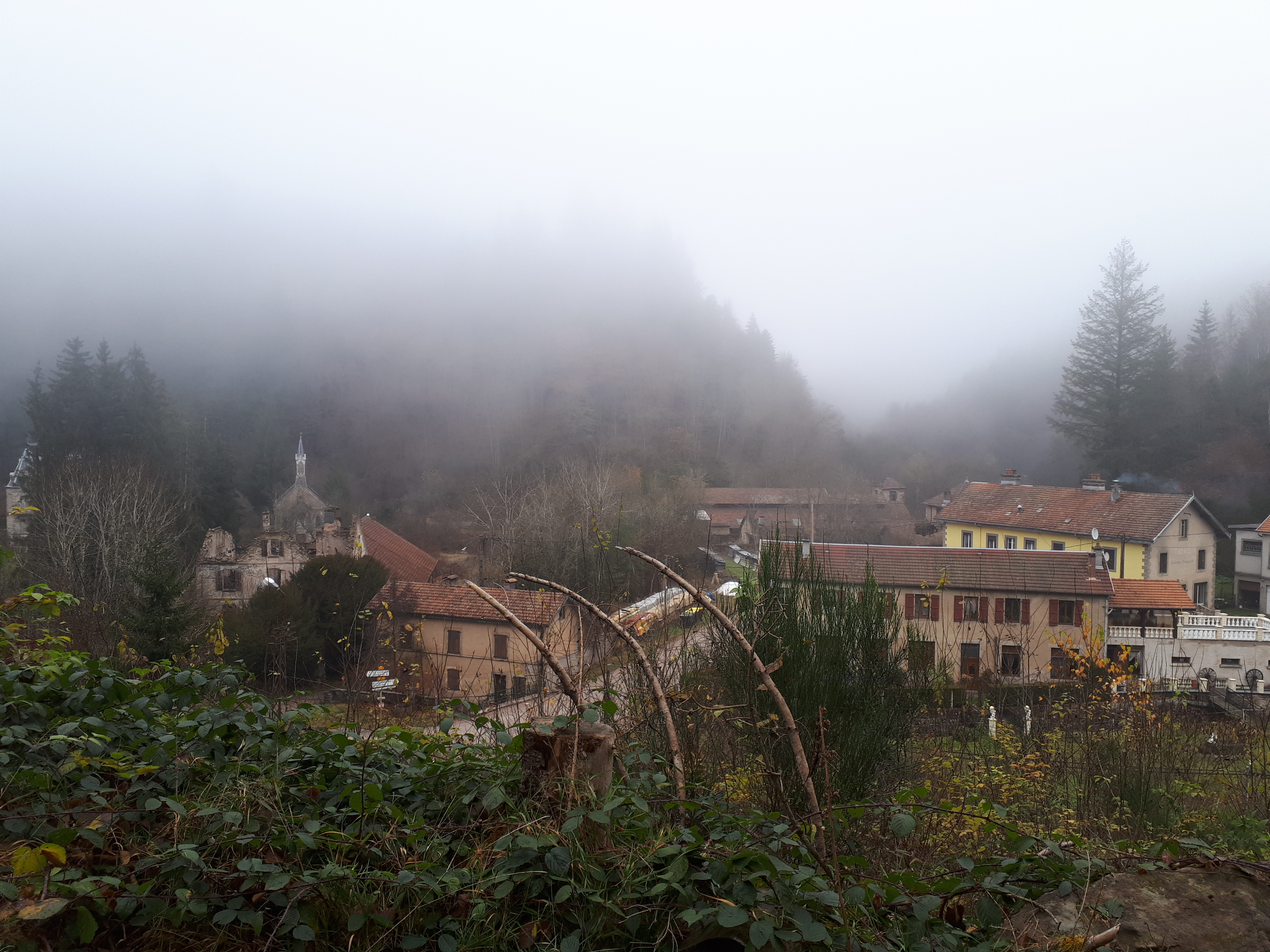
Vue de la Forge de Sémouse avec la chapelle et le château de Pruines.

## Pour approfondir